# Блясък (оптично свойство на повърхността)
Гланц пренасочва насам.  За американския историк вижте Дейвид Гланц.
Блясък или гланц е оптично свойство на една повърхност да отразява светлината огледално изцяло или частично. Физически той се изразява чрез съотношението на огледално отразената светлина и дифузно отразената от повърхността светлина. Както и цветът, блясъкът е свойство, което изразява визуалните свойства на повърхността. Блясъкът е свойство, което зависи от наблюдателя и неговото зрение.

## Класификация

### За лакови покрития
| Степен на блясък | Граници       | Граници       |
| Степен на блясък | Долна граница | Горна граница |
| ---------------- | ------------- | ------------- |
| Силно матов      | 0             | 3             |
| Матов            | 4             | 19            |
| Полуматов        | 20            | 36            |
| Полугланцов      | 37            | 49            |
| Гланцов          | 50            | 59            |
| Високогланцов    | 59            | 100           |

| - Степени на блясъка на покритията по образци от декоративен ламинат. - Матов (вдясно) - Полуматов - Полугланцов (отляво) - Гланцов (вдясно) |